# پرنتیس ام. براون
پرنتیس ام. براون (به انگلیسی: Prentiss M. Brown) سناتور سابق عضو حزب دموکرات ایالات متحده آمریکا بود. وی در سال ۱۹۳۶ تا ۱۹۴۳ میلادی سناتور ایالت میشیگان در سنای ایالات متحده آمریکا بود.